# オードナンス QF 3インチ榴弾砲
オードナンス QF 3インチ榴弾砲 （英語: Ordnance QF 3-inch howitzer）は、第二次世界大戦初期から中期頃にかけての、イギリス軍の歩兵戦車および巡航戦車に戦車砲として装備された口径76.2mm（3インチ）の榴弾砲である。

## 概要
第二次世界大戦初期頃のイギリス軍戦車の主砲として広く採用されていた2ポンド砲で榴弾が撃てず、歩兵支援任務が困難であることから、戦車部隊の一部の車両に2ポンド砲に代わる形で3インチ榴弾砲が装備され、これらの戦車はCS型（Close Support, 近接支援型）と呼ばれた。車体の大きいチャーチル Mk.Iでは、砲塔に2ポンド砲、車体部に3インチ榴弾砲を装備した。
榴弾の他、発煙弾も用意されており、これを使用して敵部隊の一部を戦場で孤立させ、交戦する敵の数を一時的に減らす事で戦闘を有利にするというような運用もなされていた。
太平洋戦域（PTO）で日本軍と戦ったオーストラリア軍は、3インチ榴弾砲装備のマチルダII CSをジャングルでの対歩兵戦で有効活用した。ニュージーランド軍は保有するバレンタイン歩兵戦車の一部を独自に3インチ榴弾砲装備のCS型に改造して運用した。
大戦前に開発された巡航戦車 Mk.I（A9）、巡航戦車 Mk.II（A10）のCS型は、3.7インチ榴弾砲を主砲として装備していた。
大戦中盤には戦車の主砲が2ポンド砲から6ポンド砲やQF 75mm砲に強化されたことで榴弾の運用能力が付加され、3インチ榴弾砲の新規車種への採用は無くなった。また大戦後半には、3インチ榴弾砲と同様の目的の後継機種としてQF 95mm榴弾砲が開発され、セントー Mk.IV CS、クロムウェル Mk.VI、チャーチル Mk.Vなどに装備された。

## 装備した車両
- マチルダ II Mk.IV CS

司令部レベルで配備された。オーストラリア軍やソ連赤軍でも運用された。
- バレンタイン Mk.III CS

ニュージーランド軍によって少数が製作された。
- チャーチル Mk.I

砲塔に2ポンド砲、車体に3インチ榴弾砲を装備。
- チャーチル Mk.II CS

砲塔に3インチ榴弾砲、車体に2ポンド砲を装備。少数生産された。
- カヴェナンター Mk.I/Mk.II/MK.III/Mk.IV CS

Mk.I～IVの各タイプで少数生産された。
- クルセーダー Mk.I/Mk.II CS

Mk.IおよびMk.IIの各タイプで少数生産された。
- テトラーク Mk.I CS
- スタッグハウンド Mk.II

スタッグハウンド Mk.IのM6 37mm砲をイギリス軍が3インチ榴弾砲に換装したもので、生産数は不明。